# Dolmen de la Verrerie-Vieille
Le dolmen de la Verrerie-Vieille est un dolmen situé à Tourrettes, dans le département du Var en France.

## Protection
L'édifice est inscrit au titre des monuments historiques en 1987. Il a été restauré par Hélène Barge. 

## Description
Le dolmen est enserré dans un  grand tumulus de 24 m de diamètre pour une hauteur maximale de 2 m au centre. La dalle de chevet et les piliers d'entrée de la chambre sépulcrale sont constitués de grandes orthostates (3 m de long par 2 m de haut). Au nord et au sud, les côtés latéraux sont composés d'une dalle en grès au centre entourée de part et d'autre d'un petit muret en lauzes rougeâtres (pélites). Une dalle transversale sépare l'intérieur de la chambre en deux parties. L'entrée de la chambre est soulignée par une pierre de seuil côté couloir. Ce dernier s'étire sur 3 m de long, délimité par une alternance de petites dalles et de murettes.
L'édifice, bien connu dans la région, fut fouillé par le Docteur Ollivier dès 1876, puis par Paul Goby en 1929 et Gérard Sauzade en 1972. Les comptes-rendus des fouilles anciennes mentionnent de nombreux ossements humains dont certains présentaient des traces d'incinération. Le mobilier funéraire se compose d'armes et outils (dix-huit armatures de flèches foliacées, une grande lame de silex, une petite hache polie, un brassard d'archer en schiste) et de très nombreux éléments de parure dont plus de 100 perles (en calcaire, stéatite, variscite, test de coquillage) et des pendeloques en quartz hyalin. Quelques fragments de céramique (une écuelle à anse en ruban, des tessons), des objets en cuivre (deux alênes, des perles) et des fragments de cuivre complétaient l'ensemble.
Une partie de ce mobilier est désormais perdu, l'autre partie est conservée au musée de Grasse et au dépôt archéologique de Vaison-la-Romaine. D'après ces découvertes, l'édification du dolmen peut être datée du Campaniforme, son utilisation ayant perduré jusqu'à l'âge du bronze.